# Easy Action
《Easy Action》은 1970년 3월 27일, 스트레이트 레코드에서 발매한 미국의 가수 앨리스 쿠퍼의 두 번째 스튜디오 음반이다. 이 제목은 밴드가 가장 좋아하는 영화 중 하나인 뮤지컬 영화 《웨스트 사이드 스토리》의 한 대사에서 따왔다. 전년도 밴드 데뷔작인 《Pretties for You》와 마찬가지로 《Easy Action》은 상업적으로도 비평적으로도 성공하지 못했다. 싱글로는 〈Return of the Spiders〉와 함께 〈Shoe Salesman〉이 포함되어 있다.
드러머 닐 스미스는 나중에 음반 프로듀서 데이비드 브릭스에 대해 "데이비드는 우리의 음악과 우리를 싫어했습니다. 그가 우리의 음악을 언급하며 사용했던 용어가 '사이키델릭 똥'이었던 것으로 기억합니다. 《Easy Action》은 TV나 라디오 광고처럼 너무 건조하게 들렸고, 곡 편곡이나 긍정적인 의견에 전혀 도움이 되지 않았다고 생각합니다."라고 말했다. 투어 이후 쿠퍼가 세 번째 음반 《Love It to Death》를 지원하기 위해 라이브로 공연한 《Easy Action》의 노래는 단 한 곡도 없었고, 사실 그 음반의 투어에서는 〈Return of the Spiders〉만 공연되었다.
몇몇 초기 미국 음반들은 파란색 비자레 레코드 레이블에 눌려졌다. 이 음반들은 정규 스트레이트 레코드 발매와 동일한 카탈로그 번호 WS-1845와 음반 커버를 가지고 있다.

## 발매 및 평가
| 전문가 평가              | 전문가 평가 |
| 평가 점수                | 평가 점수   |
| 출처                     | 점수        |
| ------------------------ | ----------- |
| Christgau's Record Guide | C           |

이 음반은 1970년에 밴드가 카메라를 외면하고 긴 머리로 덮인 부분을 제외한 노출되지 않은 등을 노출한 커버와 함께 등장했다. 음반 발매와 함께 진행된 라디오 광고에서는 밴드를 "미국인 동료들처럼 남녀공학적이고, 날것이며, 함께하며, 폭력적"이라고 선전했다.
《롤링 스톤》의 스태프들은 이 음반을 좋아하지 않았으며, "거의 그렇게 흥미로운 것은 없다"며 "예쁜 것들은 월트 디즈니가 캔 속에 남겨두어도 괜찮은 감각을 가진 것 같다"고 말했다. 《빌리지 보이스》의 로버트 크리스트가우는 이 음반을 C등급으로 평가하며, 〈Pretties for You〉에서 보여준 "가짜 퇴폐적이고, 사이키델릭한 매력"과 "비선율적인 노래, 조율 없는 연주, 조율 없는 곡, 그리고 가짜 음악적 구체"가 거의 없다고 설명했다.
그 음악은 밴드가 유명해진 하드 록을 거의 보여주지 못했다. 첫 두 음반의 노래들은 1960년대 중반의 더 후와 제퍼슨 에어플레인 같은 밴드의 팝 록과 사이키델릭 록을 더 연상시다. 그들은 관객을 찾지 못해 판매량이 저조했다. 그룹은 디트로이트 지역으로 이주했고, 다음 음반인 《Love It to Death》에서는 프로듀서 밥 에즈린이 그들의 사운드를 제거하고 작곡을 단순화시켰다. 음반과 첫 싱글인 〈I'm Eighteen〉은 큰 성공을 거둔 첫 번째 싱글이었다.

## 곡 목록
모든 곡들은 앨리스 쿠퍼, 글렌 벅스턴, 마이클 브루스, 데니스 더너웨이 그리고 닐 스미스에 의해 작사/작곡하였다.
| #  | 제목                  | 재생 시간 |
| -- | --------------------- | --------- |
| 1. | 〈Mr. & Misdemeanor〉 | 3:05      |
| 2. | 〈Shoe Salesman〉     | 2:38      |
| 3. | 〈Still No Air〉      | 2:32      |
| 4. | 〈Below Your Means〉  | 6:41      |

| #  | 제목                          | 재생 시간 |
| -- | ----------------------------- | --------- |
| 5. | 〈Return of the Spiders〉     | 4:33      |
| 6. | 〈Laughing at Me〉            | 2:12      |
| 7. | 〈Refrigerator Heaven〉       | 1:54      |
| 8. | 〈Beautiful Flyaway〉         | 3:02      |
| 9. | 〈Lay Down and Die, Goodbye〉 | 7:36      |